# Premiile muzicale Radio România
Premiile muzicale Radio România (engleză Romanian Radio Music Awards), sunt cele mai importante și mai longevive distincții oferite anual pentru performanțe în muzica romanească pop, pop-dance, folk și pop-rock. Ele sunt acordate de Societatea Română de Radiodifuziune începând din anul 2001, și au ca scop recunoașterea, promovarea și susținerea valorilor muzicii românești.

## Istoric
Apărute în 1996, Premiile Muzicale Radio România, primele de acest gen din România, au fost inițiate și coordonate de Gabriela Scraba, realizator de emisiuni la Radio România Actualități.
Concepute după modelul celebrelor Premii Grammy, premiile au fost prezentate, mai întâi, în cadrul unor emisiuni speciale la început de
an, realizate de Gabriela Scraba sub forma unor clasamente alcătuite de un juriu format din jurnaliști ai Redacției Muzicale din Societatea Română de Radiodifuziune și colaboratori de prestigiu din presa muzicală. În alcătuirea ierarhiilor, stabilirea nominalizărilor și desemnarea câștigătorilor s-au implicat nume binecunoscute de realizatori și redactori muzicali, ca Titus Andrei, Gabriel Marica, Ștefan Naftanailă, Cezar Andrei, Gabriel Bassarabescu, Florin Silviu Ursulescu, Mihai Cosmin Popescu, Bogdan Pavlică, Mihai Elekeș, Camelia Banța, Robert Ionescu, Cristian Marica, Georgeta Cernat, Andrei Partoș, Octavian Ursulescu, Liviu Zamora, Patricia Jipescu, Ana Maria Zaharescu și Șerban Georgescu. 
Din anul 2001, Societatea Română de Radiodifuziune a decis ca Premiile Muzicale să fie decernate în cadrul unor spectacole de gală, organizate și realizate tot de Gabriela Scraba, pe scena Sălii Radio, sala de concerte a S.R.R. (cu sediul în str. G-ral Berthelot 60-64). Spre deosebire de alte gale, în care momentele artistice nu au legătură, neapărat, cu palmaresul ediției, specificul Premiilor Muzicale Radio România îl constituie spectacolul artistic susținut live chiar de câștigătorii premiilor.  
Artiștii iau parte la gală din sală, alături de public, de unde și urcă pe scenă dacă sunt anunțați drept câștigători. În acest mod le oferă fanilor  prilejul unic de a-i avea vecini de fotolii în sala de concert, în timp ce colegilor de breaslă le oferă posibilitatea de a-i urmări și aprecia în evoluții live. 
Titulatura evenimentului a cunoscut modificări, primele 12 ediții au purtat titlul Premiile Muzicale Radio România Actualități, întrucât clasamentele au fost alcătuite exclusiv pe baza difuzărilor de pe principalul post al Societății Română de Radiodifuziune. Seria Galelor a fost întreruptă în anii 2004 și 2005, când Premiile Muzicale au fost înglobate în cadrul unor ceremonii de premiere mai ample, oferite de radioul public în domenii diverse, poezie, știință, muzică clasică, teatru, arte plastice, etc. Din anul 2006 s-a revenit la forma exclusiv muzicală, pop-rock. 
Începând cu ediția din 2013, s-a renunțat la juriul de specialitate din Redacția Muzicală Radio, iar selecția nominalizărilor a urmărit nu numai difuzările postului Radio România Actualități, ci ale tuturor posturilor Societății Română de Radiodifuziune, motiv pentru care titulatura galelor s-a schimbat în Premiile Muzicale Radio România. 
Trofeul Premiilor Muzicale Radio România a fost conceput în anul 2013, din sticlă și argint, special pentru acest eveniment, de artistul sticlar sibian Ioan Tămâian, membru al Uniunii Artiștilor Platici din România. La fiecare ediție trofeele au fost personalizate cu numele fiecărui artist și al premiului gravate pe soclu. 
Prezentatorii Premiilor Muzicale Radio România au fost personalități de prestigiu dar și oameni de radio. Titus Andrei și Octavian Ursulescu, Angela Similea, Luminița Anghel, Alina Sorescu, Gianina Corondan, Alexandra Ungureanu, Anca Țurcașiu, Dan Teodorescu, Cătălin Măruță, Cornel Ilie, Bogdan Pavlică, Daniela Mihai Soare și Eugen Rusu, au prezentat de-a lungul anilor Galele Premiilor Muzicale Radio România, transmise, la primele ediții, pe Tele 7 ABC și Prima TV, apoi numai pe TVR 1 și TVR Internațional. Din anul 2007, Televiziunea Română a devenit co-producătorul constant al evenimentului. 
Numărul premiilor acordate a fost diferit de la o ediție la alta, adaptat în funcție de activitatea muzicală din anul calendaristic (01.01 - 31.12) avut în vedere.  
Între 2008 și 2014, pe parcursul a șapte ediții, au fost acordate Premiile Radio România Junior pentru performanțele artiștilor copii, distincții primite de 4 Kids (2008), Alina Eremia (2009), Ion Moise Bădulescu (2010), Maria Crăciun (2011), Andreea Olaru (2012), Mădălina Cernat (2013) și Vanessa Marzavan (2014). 
De-a lungul timpului au fost acordate și o serie de premii speciale, unicat. 
Premii speciale, pentru cele mai bune concepții discografice au primit și Vama Veche, în 2003, pentru excepționala operă rock “Am să mă întorc bărbat”, în 2010 proiectul Ducu Bertzi și Florin Pittiș în concert (CD și DVD) sau în 2015 “Mozaic” -  Nicu Alifantis, cu album pe CD și volum de proză și versuri.
În semn de apreciere a postului public de radio pentru conținutul poetic remarcabil al unor piese muzicale, dar și pentru  încurajarea producțiilor în limba română,  în anul 2011 a fost introdus Premiul pentru cel mai bun mesaj, un premiu original, nemaiîntâlnit în alte gale de premiere. Doi ani mai târziu, în 2013, ca urmare a creșterii numărului de hituri interpretate în duet, a fost introdusă categoria Premiul pentru cel mai bun duet, transformată în 2016 în Premiul pentru cel mai bun duo/grup. 
Conceptia flexibilă declarată a galelor, a permis adaptarea  și la realitatea new media, în anul 2016 fiind decernate, pentru prima data, premiile Best Video - Youtube și Big like – Facebook. 
Premii de excelență și pentru întreaga carieră au primit adevărate legende ale muzicii românești: Margareta Pâslaru, Marina Voica, Angela Similea, Luky Marinescu, Horia Moculescu, Jolt Kerestely, Marius Țeicu, Tudor Gheorghe, Paul Urmuzescu, Constantin Drăghici, Nicolae Nițescu, Temistocle Popa, Camelia Dăscălescu și Alexandru Jula.

## Ceremonii
| #  | Dată              | Prezentator(i)                            | Sală                                     |
| -- | ----------------- | ----------------------------------------- | ---------------------------------------- |
| 1  | 11 martie 2001    | Titus Andrei, Octavian Ursulescu          | Sala Radio                               |
| 2  | 24 februarie 2002 | Angela Similea, Octavian Ursulescu        | Sala Radio                               |
| 3  | 16 februarie 2003 | Bogdan Pavlică, Iulia Frățilă             | Sala Radio                               |
| 4  | 12 martie 2006    | Dan Teodorescu                            | Sala Radio                               |
| 5  | 11 martie 2007    | Dan Teodorescu                            | Sala Radio                               |
| 6  | 16 martie 2008    | Luminița Anghel, Bogdan Pavlică           | Sala Radio                               |
| 7  | 15 martie 2009    | Alina Sorescu, Bogdan Pavlică             | Sala Radio                               |
| 8  | 14 martie 2010    | Gianina Corondan, Bogdan Pavlică          | Sala Radio                               |
| 9  | 13 martie 2011    | Gianina Corondan, Bogdan Pavlică          | Sala Radio                               |
| 10 | 26 martie 2012    | Anca Țurcașiu, Bogdan Pavlică             | Teatrul Național de Operetă „Ion Dacian” |
| 11 | 17 martie 2013    | Ilinca Goia, Marius Manole                | Sala Radio                               |
| 12 | 23 martie 2014    | Alexandra Ungureanu, Cornel Ilie          | Sala Radio                               |
| 13 | 22 martie 2015    | Alexandra Ungureanu, Eugen Rusu           | Sala Radio                               |
| 14 | 20 martie 2016    | Daniela Mihai, Eugen Rusu                 | Sala Radio                               |
| 15 | 24 aprilie 2017   | Daniela Mihai, Eugen Rusu                 | Sala Radio                               |
| 16 | 16 aprilie 2018   | Daniela Mihai, Cătălin Cîrnu, Ioana Voicu | Sala Radio                               |

## Categorii

### Categorii actuale de premii
| Premiu                  | An                          |
| ----------------------- | --------------------------- |
| Artistul anului         | 2001 – prezent              |
| Cel mai bun debut       | 2001 – 2010, 2012 – prezent |
| Cel mai bun interpret   | 2001 – prezent              |
| Cea mai bună interpretă | 2001 – prezent              |
| Cel mai bun compozitor  | 2001 – prezent              |
| Omul cu chitara         | 2006 – prezent              |
| Big Like                | – prezent                   |

### Categorii anterioare de premii
| Premiu                     | An          |
| -------------------------- | ----------- |
| Junior                     | 2008 – 2014 |
| Cel mai bun interpret folk | 2001 – 2002 |

## Premii speciale

### Premiul de excelență
Premiul de excelență este un trofeu special care a fost oferit în fiecare ediție a premiilor muzicale Radio România, fără vreo serie de nominalizări anterioare. Premiul pentru Artistul secolului XX a fost acordat numai în prima gală a premiilor, interpretului Gică Petrescu.

### Cea mai rapidă ascensiune artistică
Premiul pentru Cea mai rapidă ascensiune artistică a fost acordat numai în cea de-a treia gală a premiilor, cântăreței Andra. Alți nominalizați au fost trupele Hara și O-Zone.

### Cea mai prolifică activitate componistică
Premiul pentru cea mai prolifică activitate componistică a fost acordat numai în cea de-a șasea gală a premiilor, artistului Alexandru Andrieș.